# Tony Sibson
Tony Sibson (* 9. April 1958 in Leicester) ist ein ehemaliger britischer Boxer im Mittelgewicht, zweifacher Europameister und dreifacher WM-Herausforderer der Verbände WBA, WBC und IBF.

## Karriere
Tony Sibson bestritt 102 Amateurkämpfe und wechselte 1976 ins Profilager. 1979 gewann er in der Royal Albert Hall von London den britischen Meistertitel durch einen T.K.o.-Sieg gegen Frank Lucas, verlor ihn aber in der ersten Titelverteidigung nach Punkten an Kevin Finnegan. Im März 1980 konnte sich Sibson den Commonwealth-Meistertitel durch einen Punktesieg gegen Chisanda Mutti sichern.
Am 8. Dezember 1980 gewann er in der Royal Albert Hall den Europameistertitel der EBU durch einen K.-o.-Sieg gegen den ungeschlagenen Italiener Matteo Salvemini (22-0). Den Titel verteidigte er anschließend erfolgreich gegen Andoni Amana (42-2), Alan Minter, Nicola Cirelli (24-1) und Jacques Chinon, zudem schlug er in einem Nichttitelkampf den US-Amerikaner Dwight Davison (31-1).
Am 11. Februar 1983 boxte Sibson im DCU Center von Worcester um die Weltmeistertitel im Mittelgewicht der Verbände WBA und WBC, unterlag aber gegen den Titelträger Marvin Hagler durch T.K.o. in der sechsten Runde. Bis zu diesem Zeitpunkt war Sibson auf Rang 1 der WBC-Rangliste der Herausforderer geführt worden.
Sibson besiegte gleich in seinem nächsten Kampf den ungeschlagenen US-Amerikaner John Collins (29-0) und wurde am 25. Februar 1984 erneut EBU-Europameister, als ihm ein Punktesieg in Paris gegen Louis Acariès (38-4) gelang. Im November 1984 schlug er Mark Kaylor (27-2) und gewann dadurch erneut den britischen und Commonwealth-Titel.
Für einen WBC-Weltmeisterschaftskampf wechselte er kurzzeitig ins Halbschwergewicht, verlor den Titelkampf aber am 10. September 1986 in London durch T.K.o. in der neunten Runde gegen Dennis Andries.
Im September 1987 wurde Sibson in London durch einen T.K.o.-Sieg gegen Brian Anderson zum bereits dritten Mal britischer Meister und Commonwealth-Champion im Mittelgewicht, wofür er mit dem prestigeträchtigen Lonsdale Belt ausgezeichnet wurde.
Am 7. Februar 1988 boxte er in Stafford um den IBF-Weltmeistertitel, verlor diesen Kampf jedoch durch T.K.o. in der zehnten Runde gegen Frank Tate. Anschließend beendete Sibson seine aktive Karriere.